# Интенсивная пластическая деформация
Интенсивная пластическая деформация (англ. severe plastic deformation) — способ получения беспористых металлов и сплавов с размером зерна около 100 нм, заключающийся в формировании за счет больших деформаций сильно фрагментированной и разориентированной структуры, сохраняющей в себе остаточные признаки рекристаллизованного аморфного состояния.

## Описание
ИПД применима в основном к пластически деформируемым материалам. Для достижения больших деформаций используются кручение под квазигидростатическим давлением, равноканальное угловое прессование, прокатка, всесторонняя ковка. Сущность этих методов заключается в многократной интенсивной пластической деформации сдвига обрабатываемых материалов. Использование интенсивной пластической деформации позволяет, наряду с уменьшением среднего размера зерен, получать массивные образцы с практически беспористой структурой материала, чего не удается достичь компактированием нанопорошков.